# Джамаат-і-Ісламі Бангладеш
Джамаат-і-Ісламі Бангладеш — найбільша ісламістська політична партія в Бангладеш, також є найбільшою ісламською партією на субконтиненті.
Перед виборами 2001 року Джамаат вступив у союз із Націоналістичною партією (НПБ), в результаті чого здобули перемогу на парламентських виборах і сформували коаліційний уряд на чолі з Халедою Зіа (2001—2006). В новому кабінеті Джамаат отримав два міністерських пости.
Історія партії має суперечливі сторінки, серед яких підозри у вбивствах та насильстві стосовно жінок під час визвольної війни 1971 року, до яких були причетними деякі лідери партії.